# Roland Ries
Roland Ries, né le 11 janvier 1945 à Niederlauterbach (Bas-Rhin), est un homme politique français, membre du Parti socialiste jusqu'au 22 octobre 2019, sénateur du Bas-Rhin de 2005 à 2014 et maire de Strasbourg de 1997 à 2000 puis de 2008 à 2020.

## Formation et parcours professionnel
Après avoir suivi toute sa scolarité à Strasbourg, au collège épiscopal Saint-Étienne, puis en classe préparatoire littéraire au lycée Fustel-de-Coulanges, il fait ses études à l'université de Strasbourg. Agrégé de lettres modernes en 1968, il est pendant de nombreuses années, enseignant à Saint-Avold (Moselle), puis à Sélestat (Bas-Rhin), au lycée Koeberlé où il enseigne à Fabienne Keller, ainsi qu'au lycée Louis-Pasteur de Strasbourg à partir de 1977, en compagnie de son épouse, rencontrée sur les bancs de la faculté.
Conseiller municipal depuis mars 1983, il est 1er adjoint au maire de Strasbourg, Catherine Trautmann, entre 1989 et 1997, chargé de l'urbanisme, des transports, et notamment du dossier sur les déplacements urbains et le transport des handicapés, il gère la réalisation des deux premières lignes du tram. Après la nomination de Catherine Trautmann au gouvernement, il est élu maire de Strasbourg le 27 juin 1997 puis président de la communauté urbaine de Strasbourg. En juin 2000, il cède ses deux fonctions à Catherine Trautmann après son départ du gouvernement.
Entre 2001 et 2008, il redevient conseiller municipal et communautaire dans l'opposition.
Le 26 juin 2007, il annonce sa candidature aux élections municipales de 2008 à Strasbourg au sein du Parti socialiste. Choisi par les militants strasbourgeois pour mener la liste socialiste aux élections, il constitue une équipe composée d'élus et de membres du PS ainsi que de représentants de la société civile. En décembre 2007, il écrit aux Strasbourgeois une lettre précisant le sens de sa candidature en tant que maire et des grandes orientations afin que Strasbourg devienne « une ville pour tous, une ville pour chacun ». Le 16 mars 2008, il remporte les élections municipales au second tour en obtenant 58 % des voix contre Fabienne Keller, maire sortante,, un score inédit pour un candidat socialiste dans la ville depuis la Libération. Le 22 mars 2008, il est élu maire de Strasbourg par le conseil municipal par cinquante-deux voix et treize bulletins blancs. Avec ses adjoints, il est l'auteur et premier signataire d'un « Schwörbrief » (charte de serment), document de forme solennelle en usage dans la ville de Strasbourg entre la fin du Moyen Âge et la Révolution française, déposé aux archives municipales de la ville. Le 18 avril 2008, il laisse la présidence de la communauté urbaine de Strasbourg échoir à Jacques Bigot et est élu 1er vice-président, chargé de la coordination, des transports et de l'Europe.
Malgré sa promesse de ne réaliser qu'un seul mandat de maire, il se représente aux élections municipales de mars 2014. Le 30 mars 2014, il remporte la victoire au second tour dans le cadre d'une triangulaire avec un score de 46,96 % contre 45,05 % pour sa concurrente UMP Fabienne Keller, dans un contexte national difficile pour les représentants du parti socialiste à cause de la pratique du vote sanction à l'encontre du président socialiste François Hollande. Roland Ries insiste lors de l'analyse du scrutin sur le respect des engagements donnés en 2008 et sa vision pour Strasbourg 2020.
Le 12 juillet 2016, Roland Ries fait une présence remarquée au premier meeting donné à la Maison de la Mutualité par Emmanuel Macron dans le cadre du mouvement En marche ! qu'il a fondé. Il déclare, à cette occasion, à propos d'Emmanuel Macron et de son mouvement : « Son discours et ses idées sont intéressantes. Après… On verra bien ce qu’il en sera. [...] Dans tous les cas, je n’ai pas adhéré à En Marche ! et je reste au PS. ».
Le 22 octobre 2019, Olivier Faure, le Premier secrétaire du Parti socialiste annonce que « Roland Ries n'est plus membre de fait du PS ». Il a en effet été surpris de découvrir le nom de Roland Ries au bas de la tribune signée par 70 élus et anciens élus socialistes ou écologistes, demandant la création d’« un pôle de gauche indépendant de La République en marche au sein de la majorité » présidentielle. Il rejoint Territoires de progrès (TdP), parti fondé par Olivier Dussopt et Jean-Yves Le Drian, avant de le quitter en 2022, opposé à une fusion avec La République en marche.

## Action à Strasbourg
Il est classé par l'Internaute meilleur maire de France pour les villes de plus de 100 000 habitants et 4e meilleur maire de France dans un autre classement réalisé par le magazine L'Express. Il est également classé 9e dans le top 10 des « rois du cumul », établi par le journal Le Parisien et l'association Anticor, qui ont comptabilisé à l'époque trois mandats et dix fonctions liées à l'exercice de ces mandats.

### Politique locale
Roland Ries revendique son affiliation à la social-démocratie et sa sympathie pour le centrisme dans L'Alsace et la gauche : un terreau pour la social-démocratie.
Il s'est d'abord engagé, par son programme, à promouvoir la « démocratie de proximité » pour associer les Strasbourgeois aux délibérations politiques. Un budget annuel de 30 000 euros est effectivement alloué à chaque conseil de quartier dès 2008, dont les avis sont portés à la connaissance des conseils municipaux. En 2011, la proposition de limiter la vitesse automobile à 30 km/h dans tout le centre-ville est soumise à référendum (et rejetée par 55 % des votants, soit un électeur inscrit sur quatre environ). Mais l'utilisation des fonds par les conseils de quartier reste assez opaque (un journaliste rapporte qu'il s'agit d'abord de payer des « voyages d'études », des « repas citoyens »).
Il faut également porter à son actif la construction de 1 500 logements sociaux par an depuis 2008, et la rénovation de nombreuses infrastructures pour la jeunesse (crèches, écoles, stades, piscines). Le « plan piscines » est cependant controversé : il est jugé à la fois coûteux et inefficace pour faire face à l'engorgement des piscines. Le 15 octobre 2011, Roland Ries honore une promesse électorale en inaugurant à Strasbourg le premier centre LGBTI de France, créé, développé et géré par l'association La Station. Il inaugure aussi en septembre 2012 le premier Forum mondial de la démocratie qui siège désormais chaque année à Strasbourg.
En octobre 2010, il est cité dans une information judiciaire diligentée par la direction interrégionale spécialisée de Nancy (où l'instruction du dossier avait été dépaysée), pour des soupçons de « favoritisme » et « recel de favoritisme » concernant ce qu'il est convenu d'appeler « le dossier de Bamako » et « le dossier de Noël ». Ce qui pose un problème aux juges est le versement en 2008, sans aucune mise en concurrence, de 16 744 euros à l'agence de communication Atheo (dirigée par un proche, Roland Boehller) en échange d'une étude de quatre pages sur le marché de Noël. Les juges lui reprochent aussi le versement, sans aucun appel d'offres, d'une somme globale de 50 000 euros à trois cabinets de consultants pour des études sur la faisabilité d'un réseau de tram à Bamako (au Mali). Le Code des marchés publics prévoit en effet l'obligation de publier un appel d'offres. La peine maximale encourue est de deux ans d'emprisonnement et 30 000 euros d'amende. Roland Ries sera entendu par les services de police en juin 2013.
En janvier 2014, comme d'autres candidats aux élections municipales, Roland Ries signe une charte anti-corruption. Il refuse cependant de signer la charte proposée par Anticor (dont l'antenne locale a été fondée par une ancienne adjointe à laquelle il a retiré ses délégations). Il lui préfère celle de Transparency International France. Il s'engage à publier sa déclaration de patrimoine, à ne pas cumuler les mandats, à prévenir les conflits d'intérêts et enfin à garantir la collégialité des décisions en matière d'urbanisme local ».
La même année, il accorde à l’association musulmane turque Millî Görüş, association « politiquement proche du parti de Recep Tayyip Erdoğan, l’AKP, et inspirée des frères musulmans », un permis de construire pour un projet de 35 millions d’euros qui prévoit un complexe communautaire dont une mosquée à l’architecture traditionnelle musulmane turque, inspirée de l’époque ottomane. Lors de la pose de la première pierre, le 15 octobre 2017, il est  présent en compagnie du préfet et du vice-premier ministre turc Bekir Bozdağ. Il indique néanmoins qu'il n'accorderait pas de subvention une fois le chantier lancé.
Il procède, fin décembre 2014, à une augmentation des impôts locaux de 3 % tout en soutenant la politique d'austérité pratiquée à la CUS par Robert Herrmann.

### Politique internationale
Premier adjoint au maire, puis maire de Strasbourg, Roland Ries a eu l'occasion de recevoir diverses personnalités de stature internationale au rang desquelles la reine Élisabeth II, François Mitterrand, Yasser Arafat ou Tomislav Nikolić.
Roland Ries a aussi cherché à réconcilier l’Alsace avec son histoire, il a souhaité promouvoir l'identité régionale et le bilinguisme comme moyen d’ouverture sur les autres cultures. Il est membre du comité de patronage du cercle de réflexion franco-allemand strasbourgeois Forum Carolus.
Président de la Mission opérationnelle transfrontalière (MOT) de 1997 à 2001, Roland Ries a présidé la Mission interministérielle pour le rayonnement européen de Strasbourg (MIRES) de 2000 à 2001.
Durant la campagne des élections municipales 2008, il s'est engagé à donner un statut juridique et fiscal propre à l'Eurodistrict Strasbourg-Ortenau. Il est intervenu lors de la discussion au Sénat de la proposition de loi visant à renforcer la coopération transfrontalière, transnationale et interrégionale, par la création d’un groupement européen de coopération territoriale (GECT).

### Affaire judiciaire
Début juin 2018, Roland Ries est mis en examen pour favoritisme dans l'attribution de marchés publics relative à l'affaire dite du « tram de Bamako », au profit de l'un de ses amis, Roland Boehler.

## Action au niveau national

### Au Sénat
Élu sénateur du Bas-Rhin le 26 septembre 2004 et le 20 février 2005 (son mandat est resté vacant du 27 novembre 2004 au 19 février 2005, à la suite de l'annulation du scrutin pour des problèmes de procédure), il est l'auteur de plusieurs textes adoptés par le Sénat, dont une résolution sur le sujet délicat de la création d'un fonds européen d'ajustement à la mondialisation, une autre sur les services publics dans les transports urbains et régionaux, ainsi qu'une loi votée à l'unanimité au Sénat sur la promotion de l'autopartage. Il a cosigné de nombreuses propositions de loi sur des sujets aussi variés que les crématoriums, l'incitation publicitaire à la consommation d'alcools ou encore les problèmes de stationnement automobile pour les personnes handicapées.
Roland Ries est également l'auteur de nombreux rapports, notamment sur les perspectives d'EADS, « les instruments de défense commerciale de l'Europe », la notion de préférence communautaire...
Le 31 juillet 2007, il est élu membre suppléant de la Délégation française aux Assemblées parlementaires du Conseil de l'Europe et de l'Union de l'Europe occidentale. Le 8 octobre 2008, il est élu vice-président de la nouvelle Commission des affaires européennes du sénat. À la suite de la loi sur le non-cumul des mandats, il renonce à se représenter aux élections sénatoriales de septembre 2014.

### Dans les transports
L'action de Roland Ries au niveau national est très marquée par son expertise des questions de transports. Il est nommé, en 2001, par Lionel Jospin, membre du Conseil économique et social au titre des personnalités qualifiées jusqu'en 2003. Le 10 septembre 2008, il est élu à l'unanimité à la présidence du Groupement des autorités responsables de transport (GART), qu'il avait déjà présidé entre 1998 et 2001. Cette fonction en faisait un candidat tout désigné pour le ministère des Transports dans le gouvernement Ayrault, poste qu'il refuse pourtant au mois de mai 2012.
Il a également présidé, sous l'égide du commissariat général du Plan, un groupe de concertation sur les transports urbains, chargé de formuler des orientations et des recommandations sur l'organisation, les modes de régulation et le financement des transports urbains. Il a rendu son rapport en 2003 au premier ministre Jean-Pierre Raffarin.
Il rejoint en 2013, le conseil d'administration de la SNCF avec un second parlementaire socialiste, le député Jean-Paul Chanteguet.

## Décorations
Rayons d'Or en sautoir de l'ordre du Soleil levant (2020).

## Engagement militant
- de 1971 à 1977 : militant du PSU
- de 1977 à 2019 : adhérent du Parti socialiste
- ancien premier secrétaire de la fédération socialiste du Bas-Rhin
- ancien secrétaire de section

## Mandats

### Mandats nationaux et européens
- de 1995 à 2002 : Membre titulaire du Congrès des pouvoirs locaux et régionaux d'Europe
- de 2001 à 2003 : Membre du Conseil économique et social
- de 2005 à 2014 : Sénateur du Bas-Rhin. Il est membre de la Commission des Affaires économiques, et, depuis 2008, vice-président de la Commission des Affaires européennes
- depuis 2013  et pour deux ans Président de Cités Unies France[31]

### Mandats locaux
mandats municipaux
- de 1983 à 2020 : conseiller municipal de Strasbourg
- de 1989 à 1997 : premier adjoint à la maire de Strasbourg
- de 1989 à 1997 : vice-président de la Communauté urbaine de Strasbourg
- de 1997 à 2000 : maire de Strasbourg
- de 1997 à 2000 : président de la Communauté urbaine de Strasbourg
- de 2001 à 2008 : conseiller communautaire de la Communauté urbaine de Strasbourg
- de 2008 à 2020 : maire de Strasbourg
- de 2008 à 2020 : premier vice-président de la Communauté urbaine de Strasbourg

mandats régionaux
- de 1996 à 2004 : conseiller régional d'Alsace